# 任克礼
任克礼（1936年—），安徽无为县人，中华人民共和国政治人物。
早年担任安徽铜陵官山铜矿政治处主任、铜陵狮子山矿党委书记等职，后升任中共铜陵市委秘书长。1983年，升任中共铜陵市委副书记。1988年，任铜陵市代市长；同年改中共云南省委组织部部长。1988年，改任中共河南省委副书记。1998年，升任河南省第九届人大常委会主任。后担任中纪委、中组部巡视组组长。